# جلجامش في الفنون والثقافة الشعبية
ألهمت ملحمة جلجامش بشكل مباشر العديد من مظاهر الأدب والفن والموسيقى والثقافة الشعبية، كما حددها ثيودور زيولكوفسكي في كتابه «جلجامش بيننا: لقاءات حديثة مع الملحمة القديمة (2011). ظهرت أولى الترجمات الموثوقة للملحمة خلال الحرب العالمية الأولى وبعدها ظهرت التي وصلت إلى جمهور عريض، ولم تبدأ ملحمة جلجامش في الظهور إلا بعد الحرب العالمية الثانية على نطاق أوسع في مجموعة متنوعة من الأنواع الثقافية. أصبح جلجامش تدريجيًا شخصية تحظى بشعبية متزايدة لدى الجماهير الحديثة في السنوات التي أعقبت الحرب العالمية الثانية بعدما كانت في السابق شخصية غامضة لا يعرفها سوى عدد قليل من العلماء. جعلت موضوعات ملحمة جلجامش الوجودية جذابة بشكل خاص للمؤلفين الألمان في السنوات التي أعقبت الحرب. قام الروائي الألماني هيرمان كاساك بتعديل عناصر من الملحمة إلى استعارة لما أعقب تدمير ألمانيا خلال الحرب العالمية الثانية في روايته الوجودية التي كتبها في عام 1947 «المدينة وراء النهر» (بالألمانية: Die Stadt hinter dem Strom). وذلك بتصوير مدينة هامبورغ التي تعرضت للقصف كشبيهة للعالم السفلي المخيف الذي رآه إنكيدو في حلمه. يتمحور الجزء الأوسط من ثلاثية «أنهار بلا شواطئ» لهانس هنري ياهن حول مؤلف موسيقي تعكس علاقته المثلية الممتدة عشرين عامًا مع صديقه علاقة جلجامش مع إنكيدو، وتختتم بكتابة المؤلف الموسيقي لتحفة سيمفونية عن جلجامش.
ساعدت المسرحية الإذاعية «مسعى جلجامش» (بالإنجليزية: The Quest of Gilgamesh)‏، من عام 1953 لدوغلاس جيفري بريدسون، على نشر الملحمة في بريطانيا. أشاد الكاتب الأمريكي تشارلز أولسون بالملحمة في قصائده ومقالاته في الولايات المتحدة الأمريكية. ويعتقد الكاتب الأمريكي غريغوري كورسو أنها تحتوي على فضائل قديمة قادرة على علاج ما اعتبره انحلالًا أخلاقيًا حديثًا. أصبحت رواية مابعد تشكيلية «جلجامش» (1966) للكاتب غويدو باخمان من الكلاسيكيات «للأدب المثلي» الألماني وحددت اتجاهًا أدبيًا دوليًا على مدى عقود من الزمن لتصوير جلجامش وإنكيدو على أنهما عاشقان مثليان. وقد ثبت أن هذا الاتجاه شائع جدًا لدرجة أن «ملحمة جلجامش» نفسها تم تضمينها في «مختارات كولومبيا لأدب المثليين» (بالإنجليزية: The Columbia Anthology of Gay Literalure)‏ (1998) كعمل رئيسي مبكر لهذا النوع. في السبعينيات والثمانينيات، قام النقاد الأدبيون النسويون بتحليل ملحمة جلجامش على أنها تظهر دليلاً على الانتقال من النظام الأمومي الأصلي للبشرية جمعاء إلى النظام الأبوي الحديث. مع توسع الحركة الخضراء في أوروبا، بدأت قصة جلجامش تظهر من خلال أراء دعاة حماية البيئة، مع موت إنكيدو الذي يرمز إلى انفصال الإنسان عن الطبيعة.

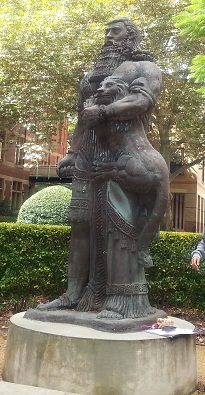
تمثال حديث لجلجامش في جامعة سيدني.

يقول ثيودور زيولكوفسكي الباحث في الأدب الحديث أنه «على عكس معظم الشخصيات الأخرى في الأساطير والأدب والتاريخ، فقد أسس جلجامش نفسه ككيان مستقل أو مجرد اسم، غالبًا ما يكون مستقلاً عن السياق الملحمي الذي أصبح معروفًا فيه في الأصل. (كأمثلة مماثلة قد يظن المرء على سبيل المثال مينوتور أو وحش فرانكنشتاين.)» تُرجمت ملحمة جلجامش إلى العديد من لغات العالم الرئيسية وأصبحت عنصرًا أساسيًا في الأقسام التعليمية الأمريكية حول الأدب العالمي.
وقد استوحى الكثير من الكتاب والروائيين المعاصرين من الملحمة، بما في ذلك رواد مسرحيون أمريكيون بعنوان «مجموعة جلجامش»، و«رواية جلجامش» (2001) للكاتبة الأسترالية جوان لندن. يوجد شخصية تسمى «جيل جامش» في كتاب الرواية الأمريكية العظيمة (1973) للكاتب الأمريكي فيليب روث، وهو الرامي النجم لفريق بيسبول خيالي في ثلاثينيات القرن الماضي يُدعى «باتريوت ليغ». اعتقادًا منه أنه لا يمكن أن يخسر أبدًا، يلقي جيل جامش نوبة غضب عنيفة عندما يواجهه حكم ضده ويتم بعد ذلك طرده من لعبة البيسبول. ويهرب إلى الاتحاد السوفيتي حيث يتدرب على التجسس ضد الولايات المتحدة. ظهر جيل جامش مجددًا في وقت متأخر من الرواية كواحد من جواسيس يوسف ستالين ويعطي ما يسميه المؤرخ الأدبي الأمريكي ديفيد دامروش «وصفًا عرضيًا بشكل مخيف لتدريبه على الاستجواب في روسيا السوفيتية». في عام 2000، تم إسدال الستار عن تمثال حديث لجلجامش للنحات الآشوري لويس باتروس في جامعة سيدني بأستراليا.
ابتداء من أواخر القرن العشرين، بدأت ملحمة كلكامش تقرأ مرة أخرى في العراق. كان الرئيس العراقي الأسبق صدام حسين مفتونًا بجلجامش طوال حياته. مزجت رواية صدام حسين الأولى زبيبة والملك (2000) عناصر من ملحمة جلجامش وألف ليلة وليلة، وهي قصة رمزية لحرب الخليج الثانية تدور أحداثها في بلاد آشور القديمة. كحال جلجامش، كان الملك في بداية الرواية طاغية وحشيا يسيء استخدام سلطته ويضطهد شعبه، ولكنه أصبح حاكمًا أكثر عدلا بمساعدة امرأة من عامة الشعب تُدعى زبيبة. عندما ضغطت الولايات المتحدة على صدام للتنحي في فبراير 2003، ألقى حسين خطابًا لمجموعة من جنرالاته طرحوا الفكرة في ضوء إيجابي من خلال مقارنة نفسه بالبطل الملحمي جلجامش.